# Rait Maruste

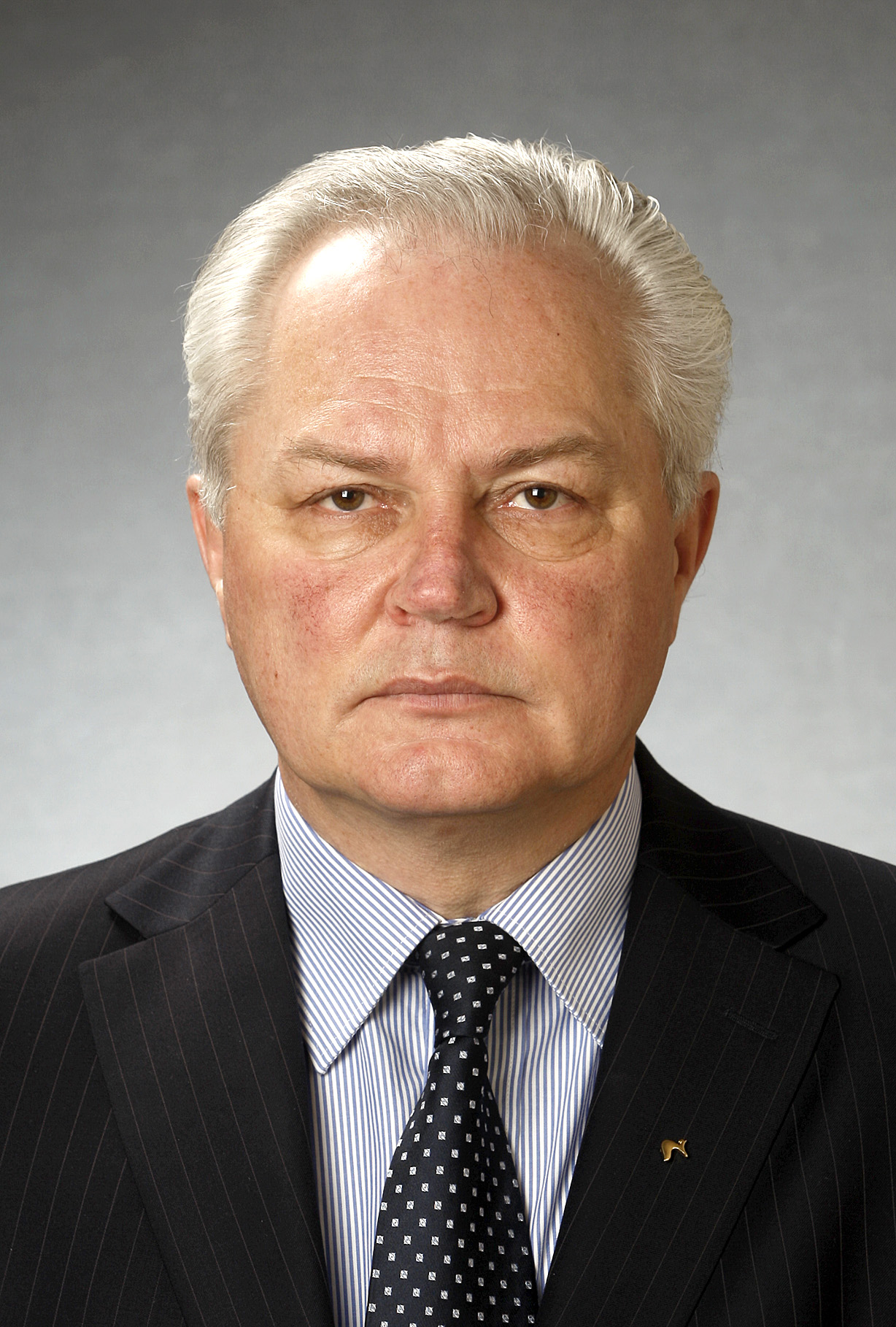
Rait Maruste (2011)

Rait Maruste (* 17. September 1953 in Pärnu) ist ein estnischer Jurist und Politiker.

## Leben und Beruf
Rait Maruste beendete 1972 die Schule von Pärnu-Jaagupi. Er schloss 1977 sein Studium der Rechtswissenschaft an der Universität Tartu ab. 1984 promovierte er an der Universität Leningrad. Von 1977 bis 1989 war er Mitglied der KPdSU.
Von 1977 bis 1991 unterrichtete Maruste Rechtswissenschaft an der Universität Tartu. Forschungsaufenthalte führten ihn unter anderem an das Max-Planck-Institut für ausländisches und internationales Strafrecht in Freiburg im Breisgau (1991) und an das Max-Planck-Institut für ausländisches öffentliches Recht und Völkerrecht in Heidelberg (1995).
Nach Wiedererlangung der estnischen Unabhängigkeit war Rait Maruste von Dezember 1992 bis August 1998 Vorsitzender des estnischen Staatsgerichtshofs mit Sitz in Tartu. Von 1998 bis 2010 war er estnischer Richter am Europäischen Gerichtshof für Menschenrechte in Straßburg.
Daneben ist Rait Maruste Autor zahlreicher rechtswissenschaftlicher Veröffentlichungen. Seine Schwerpunkte liegen auf dem Gebiet des Staatsrechts und des Schutzes der Menschenrechte.

## Politik
2010 schloss sich Maruste der liberalen Reformpartei (Reformierakond) unter Ministerpräsident Andrus Ansip an. Seit den Wahlen 2011 war er Mitglied des estnischen Parlaments (Riigikogu). Er gehörte dort dem Verfassungsausschuss an.

## Privatleben
Rait Maruste ist in zweiter Ehe mit der schwedischen Juristin und ehemaligen EGMR-Richterin Elisabet Fura (* 1954) verheiratet. Er hat aus erster Ehe einen Sohn und eine Tochter.